# Cartaya

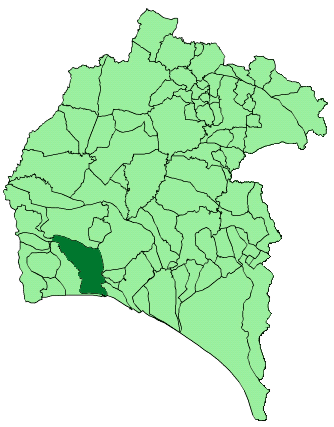
Localização de Cartaya na província de Huelva

Cartaya é uma cidade e município da província de Huelva, comunidade autónoma da Andaluzia. Em 2010 tinha 18775 habitantes. Sua área é 226,4 km² e tem uma densidade de 82,92 hab/km².
Cartaya foi fundada como uma cidade pelo Marquês de Gibraleón, D. Pedro de Zuñiga, os estuário do rio Piedras, embora o seu nome vem da palavra fenícia "Carteia", que significa cidade, então, presumivelmente, a sua liquidação, ainda que não contínuos, é mais velho. Diferentes vestígios encontrados no seu território tem sido datado da época do Império Romano, porque era um importante centro de comunicações entre Oriente e Ocidente. Também está documentada a existência de aldeias de alcarias vizinhas da Alta Idade Média, o que demonstra que desde os tempos antigos viviam nessa área.
A economia do município baseia-se principalmente ao sector primário, embora nos últimos anos do século XX, o sector serviços foi incentivado a tirar partido de oportunidades de lazer, situados em zonas costeiras e seu entorno natural. A renda per capita é alta, considerando os municípios vizinhos. Os núcleos de El Rompido e Nuevo Portil, juntamente com os inúmeros desenvolvimentos surgiram nas últimas décadas permitiu um maior crescimento populacional significativo.
De seu mandato incluir a sua 4 km da praia (El Rompido, Praia de San Miguel, Praia de Nuevo Portil, ea parte ocidental do Portil, uma segregação imagem planejamento atípicas de Punta Umbria) e os antigo Convento da Santíssima Trindade, Igreja Paroquial, a Igreja de Santa Maria da Consolação e do Castelo de Zúñiga.

## Demografia
| Variação demográfica do município entre 1991 e 2004 | Variação demográfica do município entre 1991 e 2004 | Variação demográfica do município entre 1991 e 2004 | Variação demográfica do município entre 1991 e 2004 |
| --------------------------------------------------- | --------------------------------------------------- | --------------------------------------------------- | --------------------------------------------------- |
| 1991                                                | 1996                                                | 2001                                                | 2004                                                |
| 10357                                               | 11435                                               | 13511                                               | 14767                                               |

- CartayaWeb.com - Cartaya Tourist and business Website. Many Videos and pictures.
- Cartaya Online Newspaper
- Comercial Direcctory of Cartaya
- Map of Cartaya
- Recreativo football club in Cartaya
- Cartaya - Sistema de Información Multiterritorial de Andalucía
- Cartaya newspaper library (comming up)